# Big Water
Big Water és una població dels Estats Units a l'estat de Utah. Segons el cens del 2000 tenia 417 habitants.

## Demografia
Segons el cens del 2000, Big Water tenia 417 habitants, 171 habitatges, i 117 famílies. La densitat de població era de 26,5 habitants per km².
Dels 171 habitatges en un 32,2% hi vivien nens de menys de 18 anys, en un 52,6% hi vivien parelles casades, en un 12,3% dones solteres, i en un 31% no eren unitats familiars. En el 26,3% dels habitatges hi vivien persones soles el 5,8% de les quals corresponia a persones de 65 anys o més que vivien soles. El nombre mitjà de persones vivint en cada habitatge era de 2,44 i el nombre mitjà de persones que vivien en cada família era de 2,97.
Per edats la població es repartia de la següent manera: un 28,5% tenia menys de 18 anys, un 6,5% entre 18 i 24, un 25,9% entre 25 i 44, un 31,2% de 45 a 60 i un 7,9% 65 anys o més.
L'edat mediana era de 39 anys. Per cada 100 dones de 18 o més anys hi havia 106,9 homes.
La renda mediana per habitatge era de 30.278 $ i la renda mediana per família de 37.917 $. Els homes tenien una renda mediana de 29.091 $ mentre que les dones 17.917 $. La renda per capita de la població era de 15.026 $. Entorn de l'11% de les famílies i el 14,5% de la població estaven per davall del llindar de pobresa.

## Poblacions més properes
El següent diagrama mostra les poblacions més properes.